# Txema
José Manuel García Luema, noto con lo pseudonimo Txema (San Sebastián, 4 dicembre 1974), è un ex calciatore andorrano, di ruolo difensore.

## Palmarès

### Club
- Primera Divisió: 2

Rànger's: 2005-2006, 2006-2007
- Supercoppa d'Andorra: 1

Rànger's: 2006